# Crown Heights (film)
Pour les articles homonymes, voir Crown Heights.
Pour plus de détails, voir Fiche technique et Distribution.
Crown Heights est un film biographique américain écrit et réalisé par Matt Ruskin et dont la sortie a eu lieu en 2017 au Festival du film de Sundance.

## Fiche technique
- Titre original : Crown Heights
- Réalisation : Matt Ruskin
- Scénario : Matt Ruskin
- Photographie : Ben Kutchins
- Montage : Paul Greenhouse
- Musique : Tristan Clopet, Chris Hajian (de)
- Pays de production : États-Unis
- Langue originale : anglais
- Format : couleur
- Genre : Biographie
- Durée : 94 minutes
- Date de sortie : 
  - États-Unis : 23 janvier 2017

## Distribution
- Keith Stanfield : Colin Warner
- Nestor Carbonell : Bruce Regenstreich
- Bill Camp : William Robedee
- Brian Tyree Henry : Massup
- Yul Vazquez : Commissioner Rafello
- Gbenga Akinnagbe : Sampson
- Ron Canada : Judge Marcy
- Zach Grenier : Detective Cassel
- Josh Pais : District Attorney Mengano
- Nnamdi Asomugha : Carl King
- Natalie Paul : Antoinette
- Adriane Lenox : Grace
- Sarah Goldberg : Shirley Robedee
- Ramon Fernandez : Fernando
- Skylan Brooks : Thomas
- Marsha Stephanie Blake : Briana
- Nancy Ellen Shore : Newspaper Reporter
- Jas Anderson : Barber
- Bettina Skye : Prison visitor
- Luke Forbes : Anthony Gibson
- Shana Solomon : Officer Duffy
- James Ciccone (en) : Desk Officer
- Armand Schultz : Bob Logan
- Amari Cheatom : Leon Grant
- Rosemary Howard : Stenographer
- Camiel Warren-Taylor : Youngest Daughter
- Hunter Emery : Rookie Guard
- Richard R. Corapi : Lawyer
- Deovana Lauderdale : Bri
- Robert C. Kirk : Process Server Boss
- Ralph Cashen : Outside yard inmate
- Noah Lee Margetts : Investigator O'Connor
- Ras Enoch McCurdie : Hassan Wilton
- Scott Martin : Rikers Inmate
- Ejyp Johnson : Inmate Samuel
- Joel Van Liew : Anthony's public defender
- Cherelle Cargill : Diane Cardwell
- Darren Whitfield : Juror
- Bruce Regenstreich : Jury Foreman
- Alyxx Morgen : Stenographer
- Cory Saint-Laurent : Marvin Grant
- Longmore Mikhala : Visitor
- Ron Piretti : Prison Official
- Paul Douglas Anderson : Latino Inmate
- Jamek Grigg : Basketball inmate
- James Udom : Rasta
- Clinton Clark : Auto Mechanic Student
- Saliyl Dotson : Mechanic